# Коукал, Мартин
Мартин Коукал (чеш. Martin Koukal; род. 25 сентября 1978 года, Нове-Место-на-Мораве) — чешский лыжник, призёр Олимпийских игр, чемпион мира, победитель этапа Кубка Мира. Специалист как в стайерских дистанциях, так и в спринте.
В Кубке Мира Мартин Коукал дебютировал в 1997 году, в декабре 2007 года одержал свою единственную победу на этапе Кубка Мира в эстафете. Кроме победы, имеет на своем счету четыре призовых места в эстафете и одно попадание в тройку в личных соревнованиях.
Принимал участие в Олимпийских играх 1998 года в Нагано, где показал следующие результаты: 10 км классикой — 35-е место, преследование 25 км — 37-е место.
На Олимпиаде-2002 в Солт-Лейк-Сити принял участие в четырёх гонках: масс-старт 30 км — 20-е место, дуатлон 10+10 км — 44-е место, эстафета — 7-е место, спринт — 10-е место.
На Олимпиаде-2006 в Турине также участвовал в четырёх гонках: дуатлон 15+15 км — 21-е место, командный спринт — 10-е место, спринт — 15-е место, масс-старт 50 км — 7-е место.
На Олимпиаде-2010 в Ванкувере завоевал бронзу в эстафете, в остальных гонках показал следующие результаты: 15 км свободным ходом — 18-е место, дуатлон 15+15 км — сошёл, командный спринт — 6-е место.
На чемпионатах мира за свою карьеру завоевал одну золотую и одну бронзовые медали. Всего принял участие в шести чемпионатах мира.

## Личная жизнь
Холост, имеет двоих детей (сына и дочь). Кроме чешского, владеет английским и немецким языками. Увлекается велосипедом и хоккеем. Есть брат Петр, хоккеист и чемпион мира 2010 года.